# تشخيص نسيجي
تشخيص نسيجي هو تشخيص طبي يتم بالاعتماد على الخصائص الفيزيائية والكيميائية المشاهدة في خزعة (عينة) مأخوذة من النسيج الحيوي.